# 古海蚀遗址
古海蚀遗址，位于中国广东省潮州市潮安区庵埠，为潮安区文物保护单位，类型为古遗址，公布时间为1987年12月。
古海蚀遗址的历史年代为不详。